# Felis margarita
Il gatto delle sabbie (Felis margarita Loche, 1858) è un piccolo felino diffuso negli aridi deserti africani e asiatici, in aree così calde e asciutte da essere evitate perfino da un altro felino adattatosi a vivere nei deserti, il gatto selvatico africano: il Sahara, il deserto arabico e i deserti di Iran e Pakistan.
Il primo europeo a descrivere la specie (nel 1858) fu Victor Loche. Lo studioso la battezzò Felis margarita in onore di Jean-Auguste Margueritte, il militare francese a capo della spedizione nel corso della quale venne scoperto l'animale.

## Tassonomia
Gli studiosi riconoscono sei sottospecie di gatto delle sabbie:
- F. m. margarita Loche, 1858 (Nordafrica, dall'Algeria all'Arabia);
- F. m. airensis Pocock, 1951 (Niger);
- F. m. harrisoni Hemmer, Grubb e Groves, 1976 (penisola arabica);
- F. m. meinertzhageni Pocock, 1938 (Sahara);
- F. m. scheffeli Hemmer, 1974 Pakistan;
- F. m. thinobia Ognev, 1927 (regione del mar Caspio - Iran e Turkmenistan).

Alcuni autori considerano F. m. thinobia addirittura una specie separata; F. m. scheffeli, la sottospecie più minacciata, è inclusa dalla CITES tra le specie in pericolo, sebbene la IUCN la collochi tra quelle prossime alla minaccia.

## Descrizione

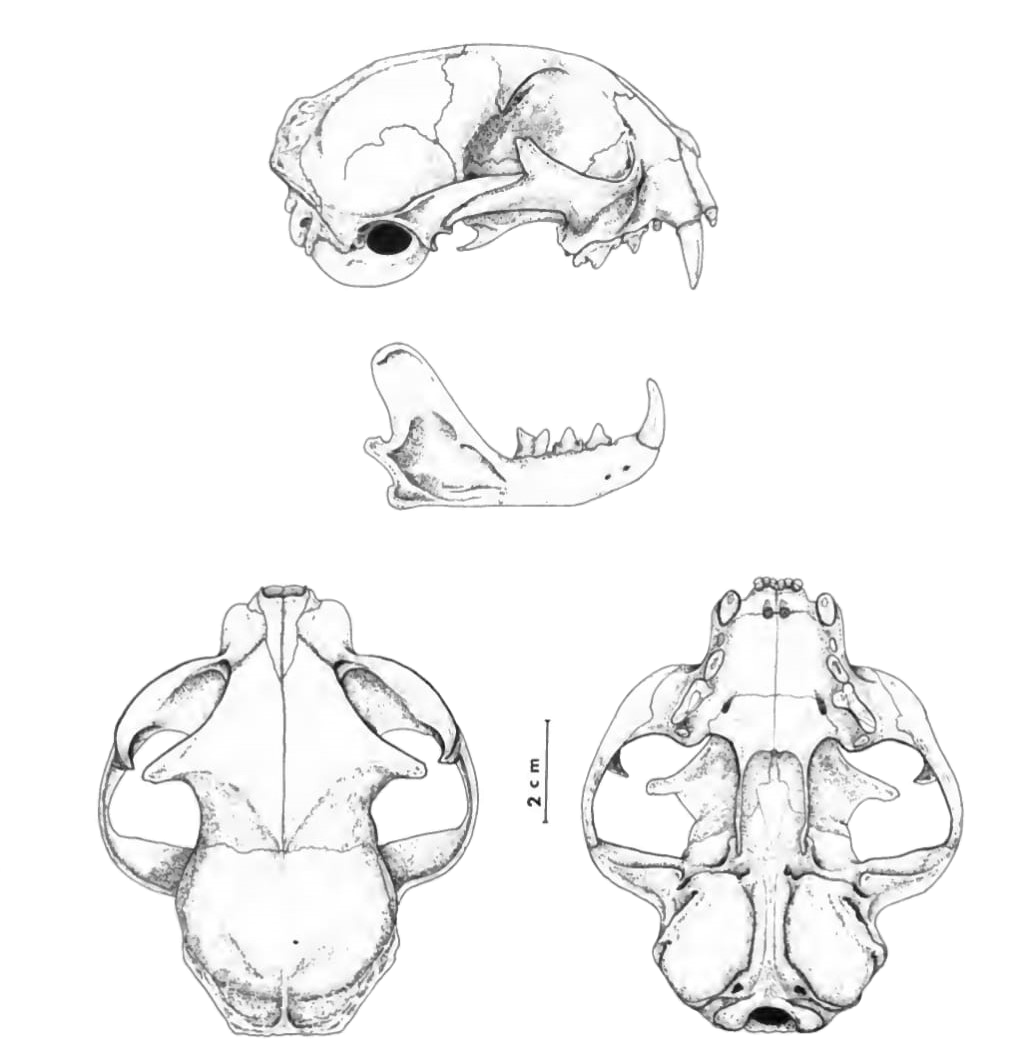
Cranio.

Il gatto delle sabbie è un felino relativamente piccolo e tarchiato, con zampe brevi, coda lunga e orecchie grandi e appuntite. Misura 45–57 cm di lunghezza, ai quali vanno aggiunti altri 28–35 cm di coda, e pesa 1,5-3,5 kg. La testa è piuttosto larga e le orecchie sono così distanziate tra loro che possono essere appiattite in senso orizzontale o addirittura rivolte verso il basso quando l'animale va a caccia.
Il colore del mantello è giallo-sabbia chiaro su gran parte del corpo, con bande più chiare talvolta ben poco visibili, e bianco su mento e regioni inferiori. Generalmente le bande sono più evidenti nelle sottospecie africane. Bande nere sono presenti su zampe e coda e due linee rossastre, che partono dagli angoli esterni degli occhi, attraversano le guance. In inverno, il mantello può divenire molto folto, con peli che possono misurare 5,1 cm di lunghezza. Gli occhi sono grandi e di colore giallo-verdastro, mentre il naso è nero.
Diversamente da altri felini asiatici, il gatto delle sabbie presenta lunghi peli tra le dita. Questi creano una sorta di cuscino di pelliccia sopra le piante dei piedi, permettendo di isolarle quando l'animale si sposta sulla sabbia rovente. Gli artigli delle zampe posteriori sono piccoli e smussati; questa caratteristica, insieme alla pelliccia che ricopre le palme, rende molto difficile localizzare e seguire le sue impronte.
La mucosa che ricopre le palpebre è nera. Oltre alle grandi orecchie, l'animale possiede anche bolle timpaniche insolitamente sviluppate, che gli conferiscono un ottimo senso dell'udito, utile probabilmente per percepire le vibrazioni sulla sabbia. Simili adattamenti sono presenti anche in altre creature del deserto, come il fennec.

## Distribuzione e habitat

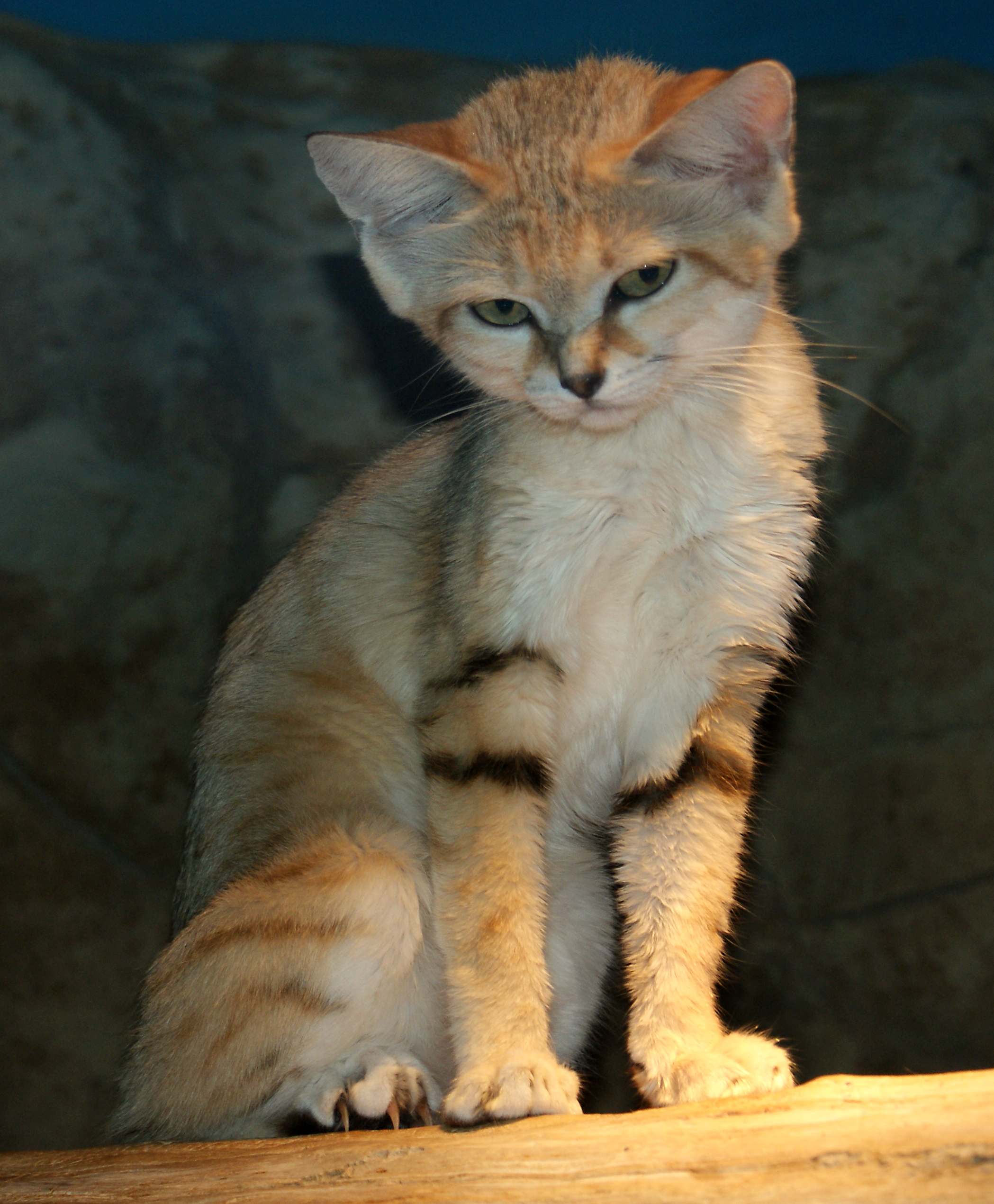
Un gatto delle sabbie.

Il gatto delle sabbie è l'unico felino diffuso prevalentemente nei deserti veri e propri, e occupa un areale molto vasto, seppur in apparenza frammentato, esteso attraverso i deserti dell'Africa settentrionale e dell'Asia sud-occidentale e centrale. Non è chiaro se le interruzioni nell'areale siano dovute semplicemente alla mancanza di avvistamenti registrati o se riflettano davvero l'assenza della specie da tali zone. Ad esempio, sono stati registrati dei presunti avvistamenti in Libia ed Egitto a ovest del Nilo, ma malgrado l'intenso lavoro dei naturalisti del passato, nessun esemplare è mai stato catturato in queste zone.
In Nordafrica la presenza della specie è stata confermata nel Marocco occidentale, compresi i territori appartenenti al Sahara Occidentale, in Algeria e nella regione estesa tra la penisola del Sinai e i deserti rocciosi dell'Egitto orientale. Sebbene voci di presunti avvistamenti, nessun esemplare è mai stato catturato in Tunisia, Libia o Egitto a ovest del Nilo. La specie è stata avvistata anche in Mali (anche di notte, nei pressi del lago Faguibine) e in Niger, ove inoltre sono stati catturati degli esemplari. In Mauritania si ritiene che il gatto delle sabbie viva sui monti Adrar e nella regione di Majâbat al-Koubra. Sebbene possa esservi presente, l'animale non è mai stato catturato in Senegal e Ciad, dove però ne sono state trovate le tracce, e in Sudan.
In Asia la specie è stata avvistata in Siria, nei pressi dell'antico sito di Palmira. Non è chiaro se la piccola popolazione presente nella provincia pakistana del Belucistan sia congiunta, attraverso l'Afghanistan, a quella diffusa nell'Asia centrale. L'animale vive nelle regioni desertiche a est del Caspio (in Iran settentrionale, Turkmenistan e Uzbekistan), ma non sappiamo se l'areale sia collegato alla penisola arabica, dove la specie è presente, né se lo sia stato in passato.
Come indica il nome, il gatto delle sabbie vive in regioni desertiche aride e sabbiose. Predilige terreni piatti od ondulati con vegetazione sparsa ed evita le dune completamente spoglie, ove il cibo è relativamente scarso. Riesce a sopravvivere a temperature comprese tra i -5 e i 52 °C, ritirandosi all'interno della tana quando le condizioni si fanno più estreme. Sebbene beva anche acqua quando questa è disponibile, è in grado di sopravvivere per mesi ricavando i liquidi necessari dal cibo di cui si nutre.

## Biologia
Tranne che nella stagione dell'accoppiamento, i gatti delle sabbie conducono vita solitaria. Come dimora utilizzano generalmente le tane abbandonate da volpi o istrici, ma possono anche allargare quelle scavate da gerbilli o altri roditori. Una volta completata, la tana è generalmente diritta, con un'unica entrata, e può raggiungere i 3 m di lunghezza. Il gatto delle sabbie esce allo scoperto dopo il crepuscolo per andare a caccia di roditori, lucertole, uccelli e insetti, sebbene la sua dieta sia composta perlopiù da roditori.
Quando va a caccia, il gatto delle sabbie si appiattisce al suolo e utilizza qualsiasi tipo di copertura disponibile per nascondersi. Con le grandi orecchie percepisce la presenza di possibili prede, scavando velocemente nel caso esse siano al sicuro sottoterra. Dal momento che l'animale ricava tutta l'acqua di cui necessita dalle prede, si tiene solitamente lontano dai punti di abbeverata, dove correrebbe il rischio di cadere a sua volta vittima di altri predatori.
I gatti delle sabbie si raggruppano solo per accoppiarsi e stimarne la popolazione è quindi un compito alquanto difficoltoso. Sembra tuttavia che nel deserto arabico il loro numero stia diminuendo in seguito al rarefarsi delle prede. Essi sono stati visti spostarsi per 5–10 km ogni notte in cerca di prede, ma, diversamente dalla maggior parte degli altri felini, non difendono un proprio territorio, e possono perfino usare «a turno» le stesse tane.
I principali nemici dei gatti delle sabbie sono uomini, lupi, serpenti e rapaci. Sono creature generalmente docili, che non hanno paura dell'uomo.

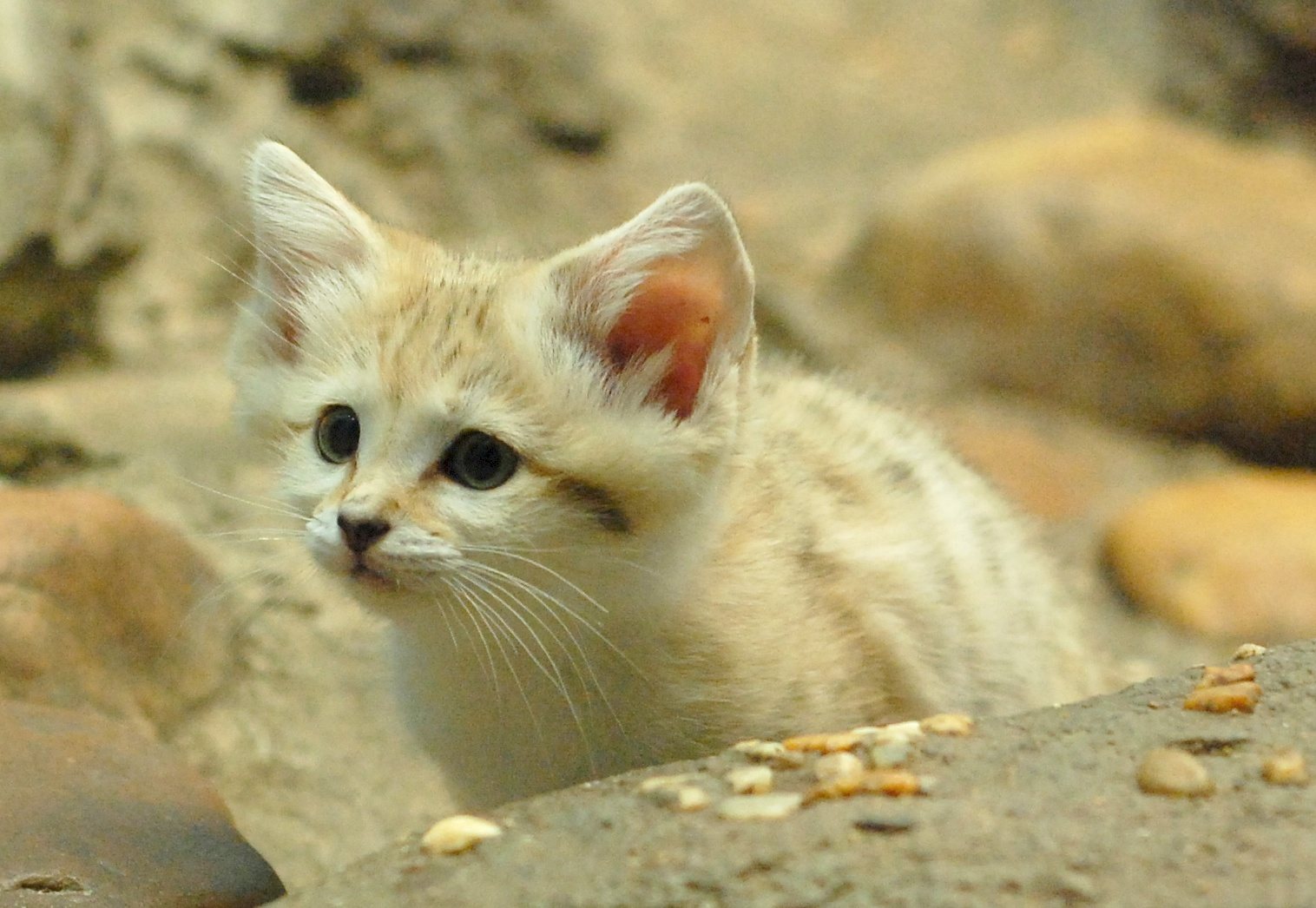
Cucciolo di gatto delle sabbie.

I gatti delle sabbie comunicano tra loro con segni di graffi e marcature odorose su oggetti trovati all'interno del proprio areale, nonché con spruzzi di urina, sebbene non lascino le proprie feci in luoghi esposti come fanno molti altri felini. Emettono vocalizzi simili a quelli dei gatti domestici, ma anche una sorta di forte latrato, soprattutto quando sono in cerca di un partner.
Nei gatti delle sabbie l'estro dura cinque-sei giorni ed è accompagnato da richiami e da un aumento delle marcature odorose. Dopo 59-66 giorni, nasce una cucciolata composta mediamente da tre piccoli, generalmente verso aprile o maggio, sebbene, in alcune aree, le femmine possano partorire due cucciolate all'anno. Alla nascita i gattini pesano 39-80 g e sono ricoperti da un mantello maculato di colore giallo chiaro o rossastro. Crescono piuttosto velocemente e raggiungono dimensioni pari a tre quarti di quelle degli adulti entro il quinto mese di vita. Sono del tutto indipendenti al termine del primo anno di vita e raggiungono la maturità sessuale non molto tempo dopo. Su 228 gatti delle sabbie nati negli zoo di tutto il mondo fino al 2007, solo il 61% di essi ha superato i 30 giorni di vita, principalmente a causa delle scarse cure materne date dalle madri che partoriscono per la prima volta.
Abbiamo solo poche notizie riguardo all'aspettativa di vita in natura, ma in cattività alcuni esemplari hanno raggiunto 13 anni di età.

## Minacce
Distruzione dell'habitat e la perdita delle dune di sabbia a causa delle attività umane sono considerate le principali minacce per le popolazioni di gatti delle sabbie nell'Asia occidentale, dove la caccia incontrollata e la persecuzione dei predatori utilizzando esche avvelenate sono pratiche comuni. La base alimentare dei piccoli mammiferi del gatto delle sabbie dipende da una vegetazione adeguata, che può subire grandi fluttuazioni a causa della siccità o declinare a causa della desertificazione e della perdita di vegetazione naturale.
La recinzione delle aree protette minaccia il gatto delle sabbie in Arabia Saudita, dove diversi individui sono stati trovati intrappolati nelle recinzioni.
In Iran, gli ecosistemi aridi vulnerabili stanno subendo un rapido degrado a causa degli insediamenti e dell'attività umana, soprattutto il pascolo del bestiame.
In Uzbekistan, le aree di sabbia in movimento stanno aumentando poiché la popolazione locale estirpa cespugli per usarli come legna da ardere e come substrato per i bozzoli del baco da seta (Bombyx mori).
Nel Sahara, i gatti delle sabbie sono stati uccisi in trappole predisposte dagli abitanti delle oasi che mirano a volpi e sciacallo dorato (Canis aureus) o in rappresaglia per aver ucciso pollame.
Sono stati segnalati diversi casi di gatti delle sabbie uccisi da cani domestici (C. familiaris) in Israele e in Iran.
In Israele, si pensava che il gatto delle sabbie fosse minacciato dalla predazione di caracal (Caracal caracal) e lupi (Canis lupus).
I gatti delle sabbie sono stati anche catturati per il commercio di animali domestici negli Emirati Arabi Uniti e in Iraq. A Baghdad, due gatti delle sabbie sono stati presentati in un asilo locale nel 2012 e venduti come animali domestici; sono morti una settimana dopo. Nel 2014 e nel 2015, quattro gatti delle sabbie sono stati catturati vivi da raccoglitori locali di tartufi e messi in vendita in un mercato della fauna selvatica a Baghdad; il loro destino è sconosciuto.
I gatti delle sabbie potrebbero essere a rischio di trasferimento di malattie da gatti domestici e gatti randagi che si avventurano nelle aree desertiche. In Arabia Saudita, uno dei 17 gatti delle sabbie catturati in natura è risultato positivo al virus della leucemia felina.

## Conservazione

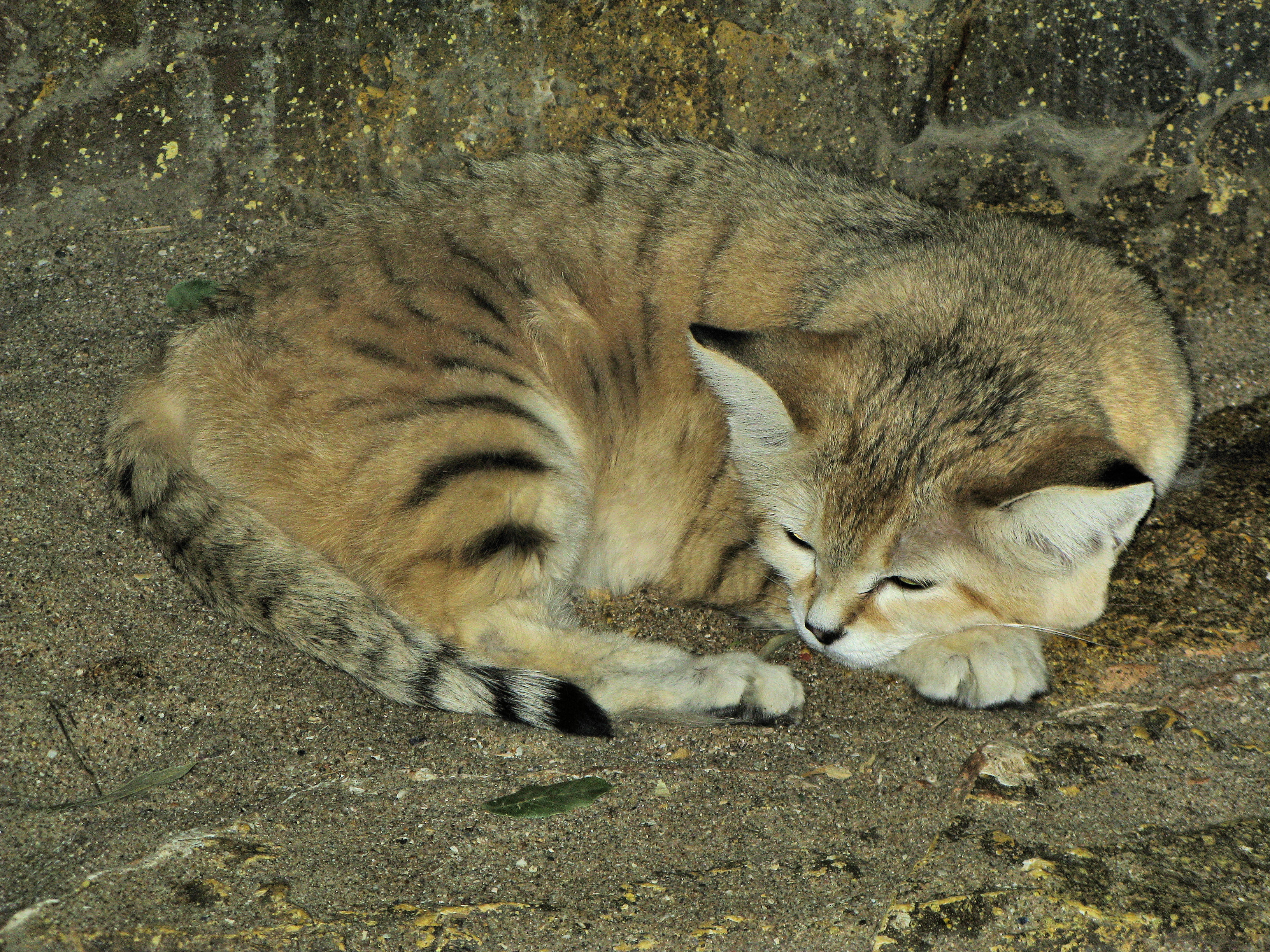
Esemplare allo zoo di Bristol.

La caccia a questo felino è proibita in Algeria, Iran, Israele, Kazakistan, Mauritania, Niger, Pakistan e Tunisia, ma non in Arabia Saudita, Egitto, Emirati Arabi Uniti, Mali, Marocco e Oman.
Gli esemplari tenuti in cattività sono molto suscettibili a malattie respiratorie e le infezioni delle vie respiratorie superiori sono la principale causa di morte negli adulti. La più comune tra queste malattie è la rinotracheite infettiva. Dato che la specie è molto suscettibile a problemi di questo genere, negli zoo deve essere allevata in ambienti molto aridi, dove i livelli di umidità e temperatura non devono variare molto.
Negli Stati Uniti sono presenti 26 gatti delle sabbie in cattività. Nel maggio del 2010 il personale dello zoo di Al Ain (AWPR) annunciò la prima nascita di due piccoli in seguito a fecondazione in vitro e procedura facilitata di trasferimento dell'embrione.
La scomparsa del gatto delle sabbie da Israele - oltre al fatto che esso è minacciato in ogni parte del suo areale - ha spinto lo zoo di Gerusalemme a iniziare un progetto di reintroduzione della specie. Per questo, utilizzando denaro della Fondazione Shulov per lo Studio degli Animali in Cattività, è stato appositamente costruito un recinto acclimatato nella Riserva Ornitologica di Kibbutz Lotan, nel deserto di Arava. Dopo la costruzione del recinto, sono stati introdotti al suo interno i primi esemplari da acclimatare, rilasciati in natura poco tempo dopo. Il monitoraggio di questi felini dopo il rilascio è stato condotto dallo staff di Ecologia Creativa di Kibbutz Lotan e dai ranger dell'Agenzia Israeliana per la Protezione della Natura e dei Parchi Nazionali (INNPPA). Il progetto di reintroduzione, però, non ha avuto successo, dal momento che gli animali non sono sopravvissuti.